# Pseudeuchromia catachroma
Pseudeuchromia catachroma là một loài bướm đêm trong họ Geometridae.